# Meister des Evert Zoudenbalch

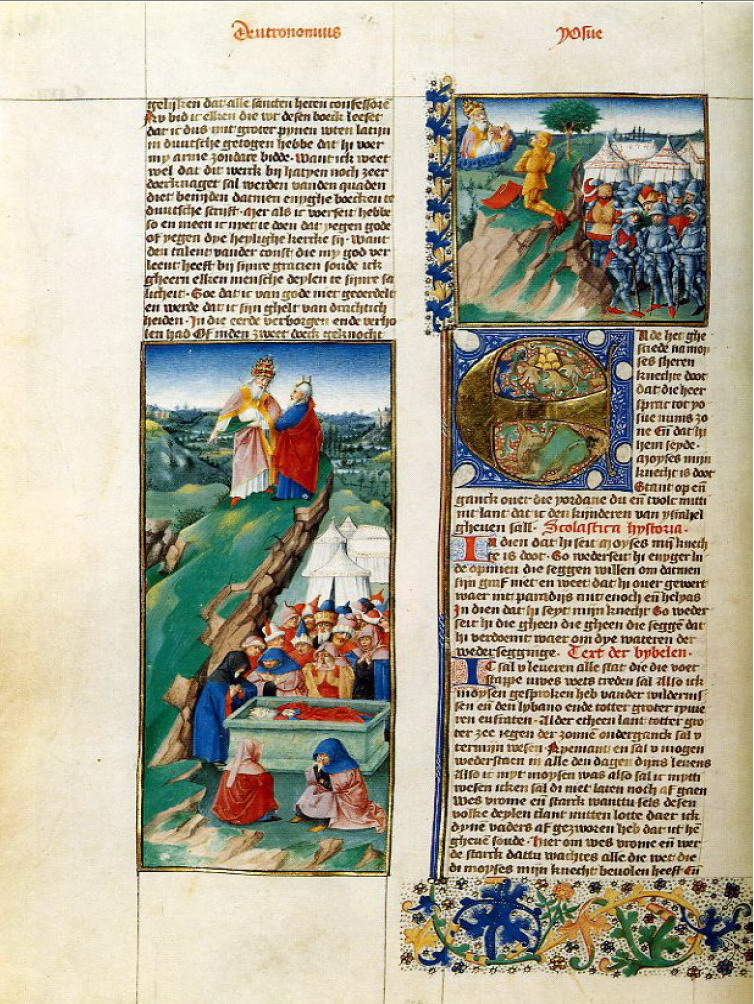
Miniatur des Meisters des Evert Zoudenbalch in der namensgebenden Bibel des Evert Zoudenbalch, um 1460–70 (Wien, Österreichische Nationalbibliothek, cod. 2771, 2772)

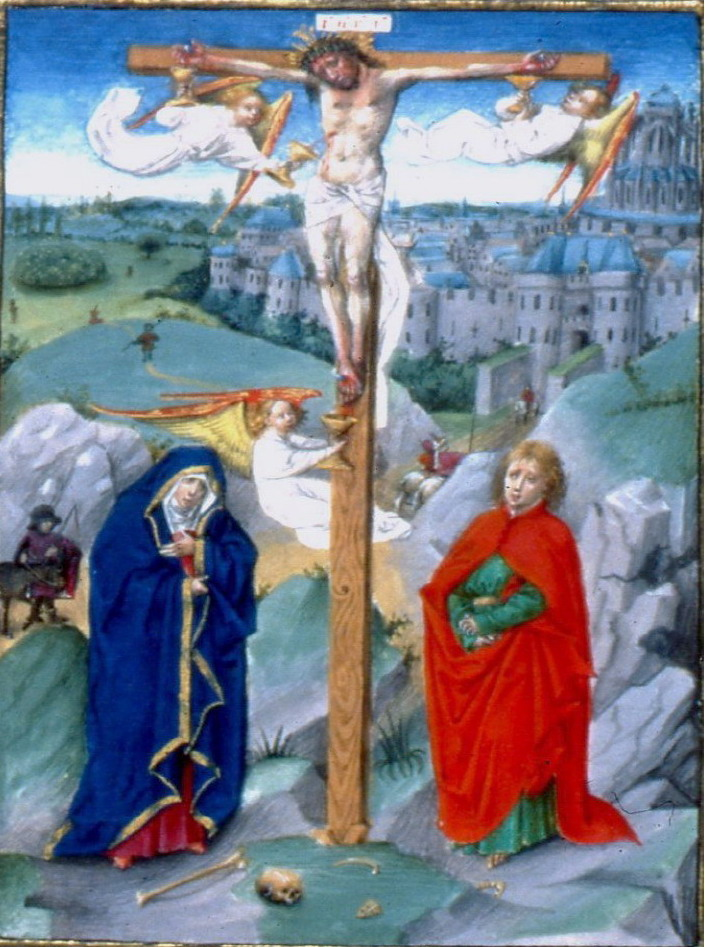
Miniatur des Meisters des Evert Zoudenbalch im Stundenbuch des Jan van Amerongen, 1460 (Brüssel, Koninklijke Bibliotheek, Ms.II 7619)

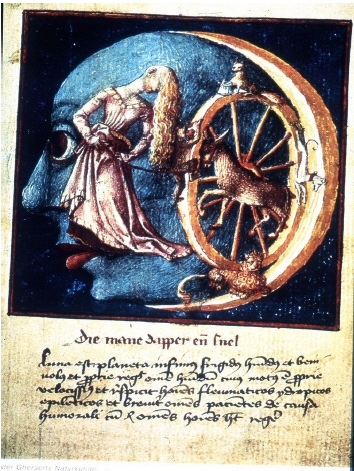
Eine Miniatur des Meisters darstellend Fortuna und das von einem Esel angetriebene Rad des Schicksals. (Wolfenbüttel, Herzog August Bibliothek, Cod. Guelf. 18.2. Aug. Qu, f. 123r.)

Als Meister des Evert Zoudenbalch (nl. Meester van Evert Zoudenbalch) wird ein mittelalterlicher Buchmaler aus dem niederländischen Utrecht des 15. Jahrhunderts bezeichnet.
Der namentlich nicht bekannte Künstler erhielt seinen Notnamen nach einer Historienbibel, die er um 1460 für Evert Zoudenbalch ausgemalt hat. Dieser war von 1445 bis 1503 ein Dompropst in Utrecht. Der auf Niederländisch geschriebene und vom Meister illuminierte Text des Manuskriptes enthält neben Passagen aus der Bibel Geschichten aus dem Alexanderroman, Passagen aus Werken des antiken Geschichtsschreibers Flavius Josephus und aus der Historia scholastica des Petrus Comestor. Das Buch enthält auch ein Porträt des Evert Zoudenbalch. Es befindet sich heute im Besitz der Österreichischen Nationalbibliothek in Wien.
Dem Meister des Evert Zoudenbalch werden noch einige weitere Werke zugeordnet, vor allem Stundenbücher wie das Stundenbuch des Jan van Amerongen in der Königlichen Bibliothek Belgiens in Brüssel, aber auch die Ausmalung von weltlichen Manuskripten wie ein Astrologietraktat von 1465/70, heute in Wolfenbüttel in der Herzog August Bibliothek. Eventuell stammt auch ein Tafelbild in Oel auf Holz im Besitz des Rijksmuseum Amsterdam aus seiner Hand, es stellt eine Kreuzigung dar und soll stilistisch einer Kreuzigungsszene in einem der vom Meister ausgemalten Stundenbücher ähnlich sein.
Der Meister des Evert Zoudenbalch wird zusammen mit dem Meister des Gijsbrecht van Brederode zu den bedeutenden Buchmalern im Utrecht seiner Zeit gerechnet. Damals war auch der Meister des Otto van Moerdrecht dort tätig. Diese Buchmaler der Stadt kooperierten oft untereinander bei der Ausmalung ihrer Werke und trugen einzelne Bilder zu Arbeiten anderer Werkstätten bei.
Evert Zoudenbalch stammte aus einer der vermögenden Familien der Stadt. Dass er und andere Kleriker der Stadt eine große Anzahl von Manuskripten und ihre Ausmalung in Auftrag geben konnten, belegt das Vermögen des Klerus und die Bedeutung der Kathedrale in Utrecht in der Mitte des 15. Jahrhunderts.

## Werke
- Bibel des Evert Zoudenbalch, um 1460–70 (Wien, Österreichische Nationalbibliothek, cod. 2771, 2772)
- Stundenbuch des Jan van Amerongen, um 1460 (auch: livre d'heures de Mary van Vronensteyn) (Brüssel, Koninklijke Bibliotheek, Ms.II 7619)
- Astrologietraktat (Wolfenbüttel, Herzog August Bibliothek, Cod. Guelf. 18.2. Aug. Qu)